# سولاسولفون
سولاسولفون (به انگلیسی: Solasulfone) یک ترکیب شیمیایی با شناسه پاب‌کم ۸۶۲۶ است.